# ミュージックメディスン
『ミュージックメディスン』（みゅーじっくめでぃすん、Music Medicine）は、KBS京都のラジオ番組である。

## 概要
2012年4月8日(日)にスタートし、毎週日曜日の20:00 - 21:00に放送されている。パーソナリティは祝迫くみ子。ミュージックメディスンとは「音楽の薬」。「色んな音を聴いて皆さんにとっての癒しになればいいな、ちょっとほっこりしていただければいいな」そんな思いで祝迫が届けている音楽番組である。
第2土曜日の翌日曜日の放送時間は、20:00 - 20:45。アクセスKBS（第2土曜日の翌日曜日 20:45 - 21:00）放送のため、終了時間が15分早くなる。
2012年8月5日はボートレースライブ第26回女子王座決定戦優勝戦実況中継（松島茂、富永倫子）と京都フォークデイズのため、20:00 - 20:30 の放送。
8月12日はロンドンオリンピック2012陸上「男子マラソン」のため、休止。
8月19日はサッカーJ2リーグ京都サンガFC戦（竹内弘一）のため、休止。
2012年8月26日はボートレースライブ 第58回モーターボート記念優勝戦 実況中継（高橋将市、鬼頭里枝）と京都フォークデイズのため、20:00 - 20:30 の放送。
9月2日はサッカーJ2リーグ京都サンガFC戦（梶原誠）のため、休止。9月16日は阿含宗敬老の日特別番組「心の旅～素晴らしい人生　輝く命を訪ねて～」（河東けい、大八木凱斗ほか　KBS京都制作）のため、休止。

## パーソナリティ
- 祝迫くみ子（いわいさこ くみこ、7月5日生まれ）
  - 兵庫県神戸市生まれ。タレント、薬剤師。京都薬科大学薬学部（旧4年制課程）卒業。1年後の1995年4月、エフエム石川入社、2002年3月退社。2002年4月からフリーで活動を始める。KTA所属。生田教室出身。愛称「カワハギ姉さん（かわはぎねえさん）」。

## コーナー
- ミュージックサプリ
  - リスナーの症状別に音楽をチョイスしてビタミントーク、ミネラルトークを届ける。